# 武雄市立若木小学校
武雄市立若木小学校（たけおしりつ わかきしょうがっこう）は、佐賀県武雄市若木町大字川古にある市立の小学校。

## 概要
歴史
1874年（明治7年）創立。数回の改組・改称を経て、現校名になったのは1954年（昭和29年）。2024年（令和6年）に創立150周年を迎える。
校章
桜の花弁の絵を背景にして、中央に校名の頭文字である「若」を配している。
校歌
現校歌は1961年（昭和36年）に制定。作詞は松尾静麿、作曲は平井康三郎による。歌詞は3番まであり、1番と2番の歌詞中に校名の「若木校」が登場する。
校区
「武雄市若木町全域」。中学校区は武雄市立武雄北中学校。

## 沿革
- 1874年（明治7年）7月 - 「川古小学校」を設立。
- 1875年（明治8年）9月 - 「本部小学校」を創立。菅牟田分校を設置。
- 1885年（明治18年）10月21日 - 川古と本部の小学校2校を統合の上、川古荒川に本校を新設し、「中等公立広成小学校」と改称。また、菅牟田と川内の2分校を統合の上、「御所分校」とする。
- 1887年（明治20年）- 小学校令の施行により、「尋常広成小学校」と改称。尋常科（4年制）と補習科（4年制）を設置。
- 1889年（明治22年）4月1日、町村制の施行により、杵島郡川古村、本部村が合併して村制施行し、若木村が発足。
- 1892年（明治25年）11月1日 - 「若木尋常小学校」と改称。御所分校が分離の上、御所尋常小学校として独立。 高等科は武雄町外四ヶ村組合立 武雄高等小学校に委託。
- 1896年（明治29年）10月 - 武雄高等小学校への高等科委託を終了。
- 1898年（明治31年）3月 - 御所尋常小学校を統合の上、御所分教場とする。
- 1899年（明治32年）4月 - 高等科を併置の上、「若木尋常高等小学校」に改称。校舎を増築。運動場を拡張。
- 1903年（明治36年）3月 - 御所分教場を改築。
- 1907年（明治40年）8月 - 運動場を拡張。
- 1908年（明治41年）4月 - 改正小学校令により、尋常科6年制、高等科2年制となる。
- 1909年（明治42年）8月 - 校舎敷地を開墾。
- 1910年（明治43年）7月 - 木造平屋建て校舎を増築。
- 1917年（大正6年）5月 - 百堂原に新運動場が完成。
- 1938年（昭和13年）1月 - 現在地に新校舎1棟が完成し、尋常科4年以下の児童が移転。
- 1941年（昭和16年）4月1日 - 国民学校令の施行により、「若木国民学校」と改称。尋常科を初等科に改める。
- 1946年（昭和21年）- 旧校舎を全て現在地に移転。これにより、全学年の児童を収容可能となる。
- 1947年（昭和22年）4月1日 - 学制改革が行われる。
  - 若木国民学校の初等科は「若木村立若木小学校」へ改組・改称。
  - 若木国民学校の高等科は青年学校普通科とともに、新制中学校「若木村立若木中学校[2]」に改組。小学校に併設される。
- 1950年（昭和25年）11月 - 小中共用の講堂が完成。
- 1954年（昭和29年）4月1日 - 町村合併・市制施行により「武雄市立若木小学校」（現校名）に改称。
- 1961年（昭和36年）4月 - 新校歌を制定。
- 1963年（昭和38年）3月 - 鉄筋コンクリート造2階建ての新校舎（8教室）が完成。
- 1964年（昭和39年）11月 - 校門を建立。
- 1965年（昭和40年）
  - 6月 - 完全給食を開始。
  - 10月 - 新校旗を制定。
- 1967年（昭和42年）4月 - 特殊学級を開設。
- 1968年（昭和43年）- プールが完成。相撲場を移転。 運動場を拡張。
- 1974年（昭和49年）10月 - 創立100周年記念式典を挙行。
- 1979年（昭和54年）10月 - 相撲道場が完成。
- 1996年（平成8年）4月 - 新校舎が完成し、移転を完了。7月に旧校舎を解体。
- 2002年（平成14年）6月 - 旧体育館を解体。
- 2003年（平成15年）- 相撲場を移転。新体育館が完成。

## 交通
最寄りの鉄道駅
- JR九州 筑肥線「桃川駅」

最寄りのバス停留所
- 「川古の大楠公園」停留所

最寄りの幹線道路
- 国道498号 「若木小学校前」交差点

## 周辺
- 川古のクス
- 伏尸（伏戸）神社
- 若木公民館
- 武雄警察署若木警察官駐在所
- 若木郵便局

## 参考資料
- 「武雄市史 中巻」（武雄市史編纂委員会, 1973年（昭和48年）1月30日）p.606～